# Biserica luterană din București

Altarul. În prim plan orga și clavecinul pregătite pentru un concert

Biserica Evanghelică C.A. București - Orga construită în 1912 de firma E.F. Walcker & Co. Ludwigsburg Württemberg. Aceeaşi firmă a construit ulterior şi orga pentru Ateneul Român, inaugurată la 22 aprilie 1939.

Orga mică a fost adusă în 1995 din biserica satului Pelișor, județul Sibiu (în). A fost construită în 1796 de constructorul de orgi Johannes Prause. În timp, orga a fost reparată și modificată de mai multe ori. În 1833, frații Maetz i-au adăugat un pedalier cu două registre. În 1859 Joh. Wilhelm Maetz i-a adăugat claviatura independentă. În 1866 a fost restaurată de Eugen Pálfy și aurită de F. Pöckhatz. În 1995, după ce a fost adusă la București, orga a fost din nou restaurată și mărită de Hermann Binder din Sibiu și redată în funcțiune în 1997.

Biserica Evanghelică de Confesiune Augustană din București, cunoscută mai ales ca Biserica Luterană, se află în sectorul 1 din București, pe strada Luterană nr. 2, foarte aproape de Palatul Regal. Lăcașul de cult ține de Biserica Evanghelică de Confesiune Augustană din România, cu sediul la Sibiu.
Este o bazilică cu trei nave, de tip hală, al cărei interior se configurează ca spațiu unitar, cu galerii de jur împrejur, formând un dreptunghi, căruia i s-a prevăzut pe latura estică o nișă pentru altar.
Biserica are circa 970 de enoriași, care formează comunitatea evanghelică-luterană din București.

## Istoricul clădirii
Ceremonia așezării pietrei de temelie a actualului lăcaș de cult a avut loc la 10 septembrie 1851. Fondurile necesare construirii bisericii au fost obținute printr-o amplă colectă, atât în cadrul comunității de credincioși luterani din București cât și în străinătate. Printre donatori s-au numărat împăratul Franz Joseph al Austriei (1848-1867), principele Gheorghe Bibescu (1842-1858), Asociația Gustav Adolf din Leipzig, regele Friedrich Wilhelm al IV-lea al Prusiei, compozitorul Franz Liszt, baronul von Meusebach și mulți alții.
Clădirea bisericii a fost proiectată de arhitectul german A. Mohnbach, în stilul arhitectural al romantismului de inspirație istorică, răspândit în perioada 1830-1860 în Europa occidentală. Este singura biserică construită astfel în afara arcului carpatic.
Clădirea are caracter eclectic, îmbinând elemente specifice mai multor stiluri (neo-gotic, romanic, neo-renascentist, bizantin), ceea ce îi subliniază valoarea arhitectonică de unicat. 
Sfințirea bisericii a avut loc la 24 aprilie 1853.
După ce Karl Eitel von Hohenzollern-Sigmaringen a devenit domnitor în Principatele Unite ale Moldovei și Țării Românești, ulterior rege al României sub numele de Carol I al României, comunitatea evanghelică—lutherană s-a bucurat de sprijinul Casei Regale de Hohenzollern-Sigmaringen, în special din partea reginei Elisabeta (Carmen Sylva), care a fost de confesiune evanghelică. Deoarece familia regală participa în mod regulat la slujbele religioase, în anul 1869 a fost construită în acest scop o lojă specială, pe latura de nord a bisericii. 
La începutul anului 1912 un incendiu devastator a produs daune considerabile bisericii. Cu mari eforturi financiare au fost refăcute în decursul anului acoperișul, decorațiunile interioare și orga Walcker, care fusese inaugurată în anul 1910. Cu ocazia reparării bisericii, au fost instalate atât clopotele ce pot fi auzite zilnic, cât și ceasul din turnul bisericii. Biserica a fost resfințită la 15 decembrie 1912.
Biserica a mai suferit stricăciuni și la cutremurul din 1940, bombardamentele din anii 1944-1945, cutremurul din 1977, și apoi în cutremurele din 1986 și 1990. După fiecare din aceste evenimente nefaste au fost făcute intervenții de urgență asupra structurii de rezistență. Începând cu anul 2007, biserica a fost supusă la cele mai ample lucrări de consolidare și renovare, din istoria sa.

## Istoricul comunității evanghelice luterane din București
Primele mărturii scrise ale prezenței unei comunități și a unei biserici evanghelice luterane din lemn, în București, datează din secolul al XVI-lea.
La intervenția ambasadorului suedez la Înalta Poartă, baronul Gustav von Celsing, în 1753 domnitorul Constantin Racoviță a emis un hrisov prin care îngăduia construirea unei biserici de lemn pentru comunitatea evanghelică luterană, formată în marea majoritate din sași ardeleni stabiliți la București.
Acest nou lăcaș de cult a fost sfințit la 15 august 1778 de Adormirea Maicii Domnului. Aceasta a fost cunoscută în București ca „Biserica Lutherană Sf. Maria”.
În secolul al XIX-lea comunitatea luterană din București a cunoscut o perioadă înfloritoare, numărul enoriașilor bisericii crescând semnificativ. De aceea, încă de la începutul secolului au fost făcute planuri și s-a propus construirea unei biserici noi, de dimensiuni mai mari, care să fie reprezentativă pentru statutul comunității. Acest lucru a căpătat forme concrete în timpul domniei lui Barbu Știrbei (1849—1853).
De ridicarea noii biserici s-a ocupat între anii 1851-1853 pastorul Rudolf Neumeister. Cu cei 36 de metri ai săi, biserica a fost cea mai înaltă clădire din București la acel moment. 

## Activități
În afară de concerte de orgă sau clavecin, în biserică se desfășoară și alte evenimente culturale. Astfel, în perioada  21-24 martie 2013, în biserică s-a organizat „Festivalul Jazz In Church”.